# Панины
Па́нины — древний русский дворянский и графский (с 1767) род, восходящий к началу XVI века.
Владельцы имений Дугино, Марфино и Михалково.
Род разделившийся на три ветви, внесён в V и VI часть дворянских родословных книг Владимирской, Московской, Смоленской, Калужской и Тверской губерний.
В Российской империи было также два дворянских рода Паниных более позднего происхождения.

## История рода
Василий Панин погиб в Казанском походе (1530).
Никита Панин на 3-й свадьбе Ивана Грозного (1572) нёс фонарь перед Государем, а Меньшой Панин в том же году был дьяком.
Опричниками Ивана Грозного числились:  Фома, Фёдор и Андрей Меньшовы, Лукьян, Меньшой Панкратьев, Дмитрий и Семён Матвеевичи, Фёдор Пятого, Ждан и Иван Давыдовичи Панины (1573).
Дворянский род Паниных происходит от Ивана Ивановича Панина, за службу вёрстанного поместным окладом (1668).

## Графы Панины
Графы Панины произошли от древней благородной фамилии из Луккской республики, предки коих выехали в Россию в XIV столетии.
Высочайшим указом (22 сентября 1767) генерал-аншеф Пётр и действительный тайный советник Никита Ивановичи Панины Императрицей Екатериной II возведены в графское достоинство Российской империи. Жалованная грамота на титул П.И. Панину выдана (23 декабря 1786).

#### Известные представители
- Граф Никита Иванович (1718—1783) — фактический руководитель внешней политики России в первые годы царствования Екатерины II, наставник великого князя Павла Петровича.
- Граф Пётр Иванович (1721—1789) — полководец, прославившийся взятием Бендер и пленением Пугачева.
- Его сын граф Никита Петрович (1770—1837) — посланник в Берлине, любимец Павла I и вице-канцлер его на 29-м году жизни; участник заговора против своего покровителя.
  - Граф Виктор Никитич (1801—1874) — министр юстиции в течение трёх десятилетий, последний граф Панин.
    - Громадное состояние Паниных унаследовала его внучка Софья (1870—1956), жена Александра Александровича Половцова[7].

  - Граф Александр Никитич -(1791—1850) — старший брат Виктора Никитича, крупный землевладелец.

После смерти (1874) последнего графа Панина о наследовании графского титула хлопотали мужья нескольких из его наследниц, однако безуспешно.

## Описание гербов

#### Герб Паниных 1785 г.
В Гербовнике Анисима Титовича Князева 1785 года имеется изображение двух печатей с гербами представителей рода Паниных:
1. Герб, впоследствии графа, Никиты Ивановича Панина: щит, расположенный на орденской звезде, разделён горизонтально, широкой золотой полосой, деля щит на две синие части, в которых изображены по одному серебряному дельфину. Щит увенчан дворянским шлемом с дворянской на нём короной. Нашлемник: три страусовых пера. Вокруг щита орденская лента с тремя орденами, из которых центральный орден Святого Андрея Первозванного. Вокруг щита цепь ордена Святого Андрея Первозванного с орденом. Девиз <<ЗА ВЕРУ И ВЕРНОСТЬ>>.
2. Герб графа Петра Ивановича Панина: щит, расположенный на орденской звезде, разделён горизонтально, широкой золотой полосой, деля щит на две синие части, в которых изображены по одному серебряному дельфину. Щит увенчан короною графского достоинства (графский шлем, нашлемник и намёт отсутствуют). Вокруг щита орденская лента с двумя орденами. Вокруг щита цепь ордена Святого Андрея Первозванного с орденом[6].

#### Герб. Часть I. № 25.
В щите, имеющем голубое поле, изображены друг над другом два серебряных кита, разделённых горизонтальной золотой полосой.
На щит положена обыкновенная графская корона, на которую поставлены три турнирных шлема. Средний из них коронован и держит на себе чёрного двуглавого орла с двумя золотыми коронами. Шлем с правой стороны украшен страусиными перьями, а с левой — дворянской короной. Намёт голубого цвета, подложенный серебром.

## Известные представители дворянского рода
- Никита Фёдорович Панин — воевода в Карачеве (1613—1616), Ржеве (1618), Валуйках (1624—1625), полковой воевода в Пронске (1633).
- Семён Семёнович Панин — московский дворянин (1627—1629).
- Иван Никитич Панин — стольник (1627—1640).
- Иван Семёнович Панин — стряпчий (1636—1640).
- Панины: Никита и Иван Фёдоровичи, Осип и Василий Ивановичи — московские дворяне (1636—1640).
- Тимофей Иванович Панин — московский дворянин (1640—1658).
- Василий Васильевич Панин — стольник царицы Марии Ильиничны (1658), стольник (1669—1692).
- Андрей Тимофеевич Панин — стольник царицы Натальи Кирилловны (1676), стольник (1680).
- Алексей Васильевич Панин — стольник царицы Прасковьи Фёдоровны (1686—1692), стольник 1694).
- Иван Иванович Панин (ум.1702) — стряпчий (1629—1668), воевода в Польше (1667—1668) и Саранске (1671), стольник (1676), думный дворянин (1684—1692).
- Василий Никитич Панин — стольник (1658—1668), воевода в походе против Стеньки Разина, думный дворянин (1673,) воевода в Севске (1674), где и умер.
- Иван Андреевич Панин — стольник (1696)[10].
- Иван Васильевич Панин (1673—1736) сильно поднялся за счёт брака с Аграфеной Васильевной Эверлаковой, чья мать Татьяна Даниловна, как утверждалась в дореволюционных публикациях, была родной сестрой светлейшего князя А. Д. Меншикова, а отец Василий Алексеевич был близок к царевичу Алексею Петровичу. У них были дочери Александра (в замужестве Куракина) и Анна (жена Ивана Неплюева), а также три сына.
  - Алексей Иванович Панин (ум. в 1767) — комнатный стольник (1692), генерал-майор, президент ревизион-коллегии (1740) и сенатор; от него происходит нетитулованная линия рода.
  - княгиня Куракина, Александра Ивановна, урождённая Панина (1711—1786) — бабушка князей Александра и Алексея Куракиных и поэта Ю. А. Нелединского-Мелецкого.Дворец графини Паниной в Крыму

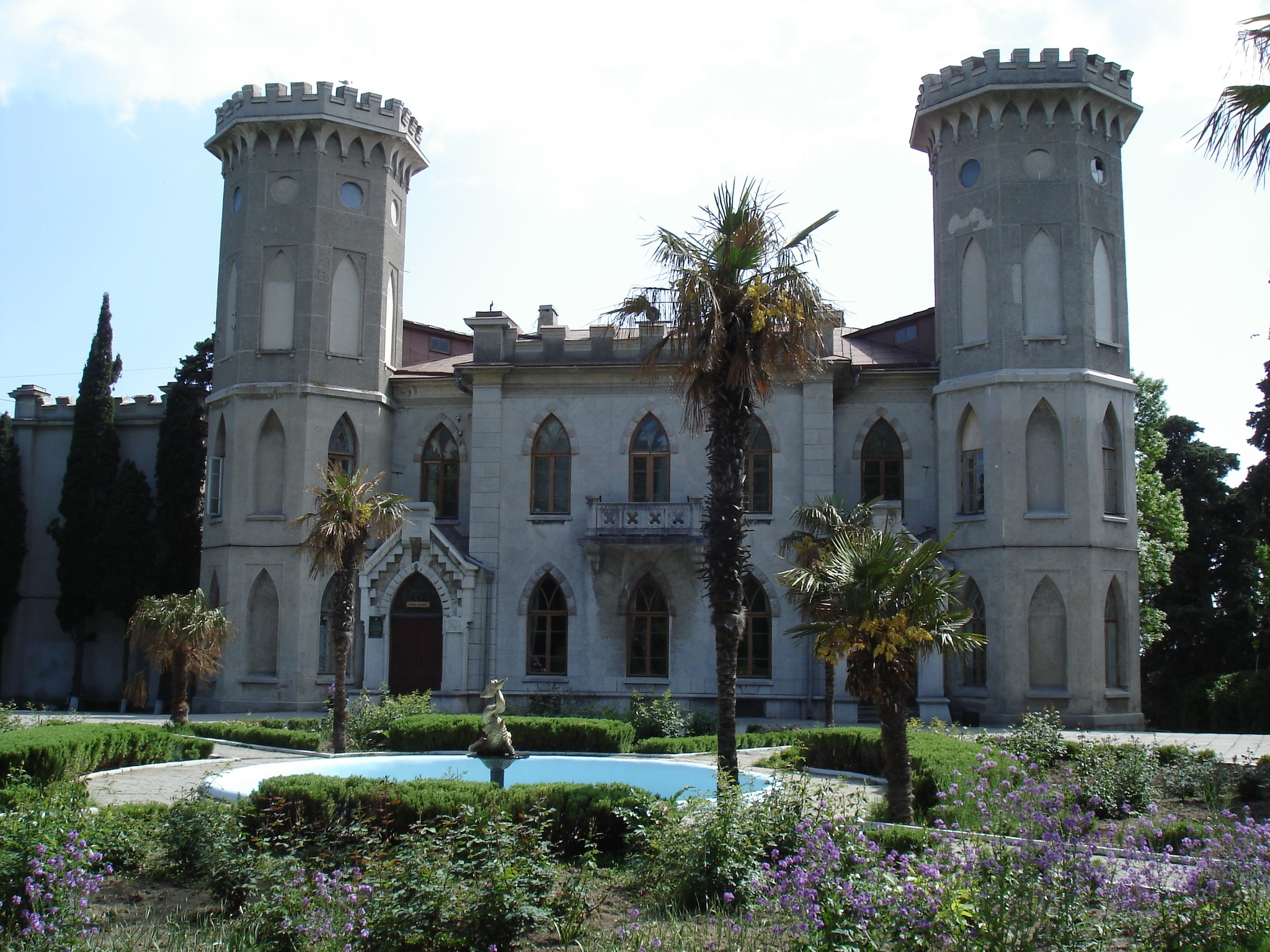
Дворец графини Паниной в Крыму